# Центральный автовокзал (София)
Центральный автовокзал в Софии является основным пассажирским автовокзалом в болгарской столице и самым большим в стране. Построен в 2004 г. Находится рядом с Центральным железнодорожным вокзалом.
Каждый день через центральный автовокзал проходит свыше 2000 пассажиров. Их перевозят автобусы, которые уезжают во все края Болгарии и в другие страны с 50 секторов. Общая площадь зала для ожидания составляет 1500 кв.м. В нём находится 40 билетных касс, справочное бюро, бюро заказов такси, комната матери и ребёнка, банковский офис, банкоматы и разные киоски. На втором этаже расположены ресторан, кафе, книжный и другие магазины.

## Коммуникации
До центрального автовокзала в Софии можно добраться следующими маршрутами:
- автобусные линии — 35, 60, 74, 77, 78, 82, 85, 101, 150, 213, 214, 305, 313 и 413;
- Софийский трамвай — 1, 3, 4, 6, 7, 12 и 18;
- Софийский метрополитен, станция Централна жп гара